# 中丸眞治
中丸 眞治（なかまる しんじ、1949年 - ）は、山梨県で桔梗屋グループなどを経営する実業家。博士（商学）

## 来歴
山梨県甲府市で、1889年（明治22年）に創業した老舗菓子店桔梗屋の4代目（長男）として出生。山梨県立甲府南高等学校を経て、明治大学商学部を卒業する。少年の頃に実家は企業から家族経営に戻っており、高校3年生の時、両親に「安倍川餅」の通年販売を提案し、翌年実行に移された。これがヒット商品の「桔梗信玄餅」となる。その後も家業を手伝い営業をおこなう。
1972年に正式に桔梗屋入社。1995年、代表取締役に就任。1998年、代表取締役在職のまま、明治大学大学院商学研究科入学。2000年、明治大学商学修士。同大学大学院博士後期課程入学。2004年、明治大学大学院博士後期課程修了、博士（商学）。2010年に社長を退き、相談役となる。
2024年4月に旭日単光章を受章した。

## マーケティングを活用した地域振興への取り組み
地元山梨県の地域振興を進めるべく、農家の高齢化や跡取り問題などで増加する耕作放棄地などを借り上げ、収穫した野菜を自社レストランで提供する一方、地元農家からは果実を大量購入し、地域を代表する新たな菓子作りに取り組んでいる。
商学博士でもあり、企業の発展には常識にとらわれないベンチャー精神が大切であるとし、年間2億円の赤字を抱えていた「山梨県立フラワーセンター」を、宿泊のできる「山梨県立フラワーセンター ハイジの村」というテーマパークにして再建中である他、山梨県立美術館や山梨県立富士湧水の里水族館といった地元公共施設の運営も担っている。
本業に於いては、看板商品である桔梗信玄餅が、モンドセレクション金賞を3年連続で受賞するなど山梨を代表する名菓に成長し、本社のある敷地内には「花菓亭一宮店」、「お菓子の美術館」、石臼挽きそばとほうとう「水琴茶堂」、甲州郷土料理の店「粋心亭」、「グリーンアウトレット1/2」といった多業態の施設を併設し、年間160万人の客が集う観光スポットとなっている。現在、桔梗屋を始めグループ企業10社を経営するほか、地方企業活性化やベンチャービジネスといったマーケティングの研究も継続し、起業経営戦略研究所を主宰する。

## テレビ出演
- 日経スペシャル カンブリア宮殿 老舗菓子店が挑む常識破りのベンチャー魂（2017年10月12日、テレビ東京）[4]

## 主な著書
単著
- 『親と子の受験「共育」 受験に失敗しないために』（1998年2月25日、教育出版）ISBN 9784316388014
- 『ベンチャー戦略論 マーケティングの新展開』（2004年3月31日、同友館）ISBN 9784496037320

共著など
- 『銘菓の神話とマーケティングの話』（著者:武田真 （分担執筆））（1977年10月1日、中経出版）
- 『甲府街史』（共著:楠裕次）（1995年10月、山梨日日新聞社）ISBN 489710999X
- 『製品戦略』<最新・現代マーケティング講座 第3巻>全日法規
- 『マーケティングの原理 コンセプトとセンス』（編著:沢内隆志 （分担執筆））（2002年5月20日、中央経済社）ISBN 9784502363504
- 『サービス業のマーケティング 理論と事例』（著者:スティーブ・バロン キム・ハリス、共訳:中丸眞治 ほか 全6名）（2002年11月30日、同友館）ISBN 9784496033285

## 主な論文
- 『価値基準転換への対応のための新たな企業観察基準』
- 『日本経営診断学会論集①』（同友館）

## 所属学会
- 日本経営診断学会
- 地域デザイン学会